# Thomas Seyboldt
Thomas Seyboldt ist ein deutscher Pianist, Liedbegleiter und Hochschullehrer.
Er lehrte seit 1990 an der Musikhochschule in Karlsruhe und lehrt seit 2010 an der Hochschule für Musik und Darstellende Kunst Stuttgart. Darüber hinaus leitet Seyboldt eine Liedklasse an der Musikhochschule Lübeck und gibt Interpretationskurse in Europa und Asien.
Als Liedpianist hat Seyboldt von 1993 bis 2001 das gesamte Liedœuvre von Franz Schubert aufgeführt, doch befasst er sich mit allen bedeutenden Liedkomponisten. Die Schubertiade im Schloss Ettlingen leitet er seit 1993 künstlerisch. Mit dem Bariton Hans Christoph Begemann arbeitet er langjährig intensiv zusammen.
Konzertreisen führten Seyboldt durch mehrere Länder Europas und nach Südamerika.